# Činovići
Činovići (en cyrillique : Чиновићи) est une localité de Bosnie-Herzégovine. Elle est située dans la municipalité de Zavidovići, dans le canton de Zenica-Doboj et dans la fédération de Bosnie-et-Herzégovine. Selon les premiers résultats du recensement bosnien de 2013, elle compte 3 380 habitants.

## Géographie
Le village est situé au bord de la rivière Krivaja, un affluent droit de la Bosna.

## Démographie

### Évolution historique de la population dans la localité
| 1948 | 1953 | 1961  | 1971  | 1981  | 1991  | 2013  |
| ---- | ---- | ----- | ----- | ----- | ----- | ----- |
| -    | -    | 1 640 | 2 001 | 2 840 | 3 371 | 3 380 |

|  |